# Planisticus breuningi
Planisticus breuningi är en skalbaggsart som beskrevs av Antonio Vives 2004. Planisticus breuningi ingår i släktet Planisticus och familjen långhorningar.
Artens utbredningsområde är Madagaskar. Inga underarter finns listade i Catalogue of Life.